# Ron Jefferson

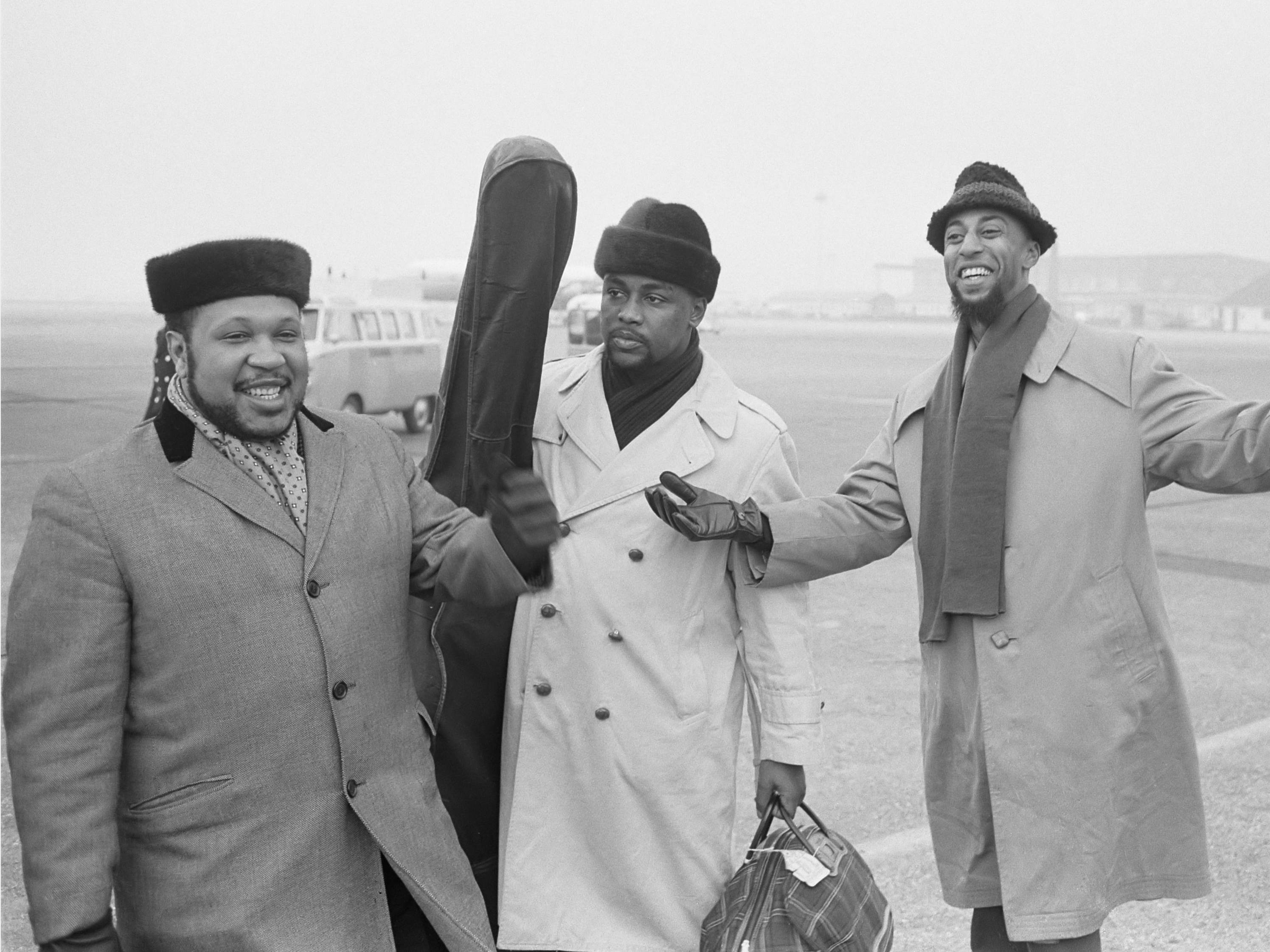
Ron Jefferson (rechts) mit Les McCann Trio (1962)

Roland Parris „Ron“ Jefferson (* 13. Februar 1926 in New York City; † 7. Mai 2007 in Richmond (Virginia)) war ein US-amerikanischer Jazz-Schlagzeuger.
Jefferson studierte an der New York School of Music, begann als Steptänzer und spielte 1950 Schlagzeug mit Roy Eldridge, 1951 mit Coleman Hawkins, 1955/56 mit Joe Roland, mit Oscar Pettiford und Lester Young (1956/57). 1957 bildete er mit den Pettiford-Musikern Charlie Rouse und Julius Watkins das Trio Jazz Modes, das bis 1959 bestand. Weiter spielte er in New York mit Charles Mingus, Freddie Redd, Randy Weston, Lou Donaldson, Gil Mellé und Horace Silver sowie Les McCann. 1959 ging er an die Westküste nach Los Angeles, wo er 1962 seine erste Aufnahme als Leader machte (Love Lifted Me, Pacifica). Er spielte in LA mit Art Pepper, Sonny Rollins, Shorty Rogers und Leroy Vinnegar, mit Groove Holmes, Zoot Sims, Carmell Jones und Joe Castro und 1959 mit Nina Simone. Er tourte mit Jazz and People´s Movement von Roland Kirk und war einige Jahre in Paris, wo er an der US-Botschaft Musik lehrte und mit Hazel Scott spielte. 1976 erschien sein Album Vous Etes Swing! (Catalyst Records). Zurück in New York hatte er in den 1980er Jahren eine Kabel-TV-Serie mit John Lewis (Miles Ahead.)
Tom Lord verzeichnet 49 Aufnahmen von 1949 bis 1981.

## Lexikalischer Eintrag
- Carlo Bohländer, Karl Heinz Holler, Christian Pfarr: Reclams Jazzführer. 3., neubearbeitete und erweiterte Auflage. Reclam, Stuttgart 1989, ISBN 3-15-010355-X.